# Fuhrbergiella
Fuhrbergiella is een geslacht van uitgestorven kreeftachtigen uit de klasse van de Ostracoda (mosselkreeftjes).

## Soorten
- Fuhrbergiella (Fuhrbergiella) diagonalis Brand & Malz, 1962 †
- Fuhrbergiella (Fuhrbergiella) transversiplicata Brand & Malz, 1962 †
- Fuhrbergiella compressa (Brand & Malz, 1962) Liebau, 1987 †
- Fuhrbergiella concentrica Blaszyk, 1967 †
- Fuhrbergiella crowcreekensis (Swain & Peterson, 1951) Whatley, 1970 †
- Fuhrbergiella giagonalis Brand & Malz, 1962 †
- Fuhrbergiella gigantea Brand & Malz, 1962 †
- Fuhrbergiella malzi Masumov, 1971 †
- Fuhrbergiella milanovskyi (Luebimova, 1955) Permyakova, 1978 †
- Fuhrbergiella nikitini (Luebimova, 1955) Permyakova, 1978 †
- Fuhrbergiella primitiva Brand & Malz, 1962 †
- Fuhrbergiella projecta Brand & Malz, 1962 †
- Fuhrbergiella ramosa (Luebimova, 1955) Permyakova, 1978 †
- Fuhrbergiella svetlani Masumov, 1973 †
- Fuhrbergiella transversiplicata Brand & Malz, 1962 †